# Суботич, Воислав
Воислав Суботич (серб. Војислав Суботић; 6 января 1859, Нови-Сад — 4 декабря 1923, Белград) — сербский хирург, профессор, доктор медицины (1881), один из основателей медицинского факультета Белградского университета, ведущий хирург Сербии в конце XIX—начале XX века. Считается отцом практической хирургии в Сербии.

## Биография
Сын поэта Йована Суботича. Изучал медицину в Вене. Из-за сербско-турецкой войны 1876 года прервал учёбу и волонтёром участвовал в боях на Дрине. Позже продолжил учёбу в Париже и в 1881 году в Вене получил степень доктора медицины.
После окончания учёбы работал в области патологической анатомии, затем в аспирантуре Хирургической клиники.
С 1884 г. практиковал в Земуне, где был назначен городским главным врачом. Позже основал первое хирургическое отделение Земунской больницы. По просьбе сербской скорой помощи, молодой хирург открыл первое хирургическое отделение в Белграде в 1889 году.
В 1906 году был впервые избран президентом Сербской медицинской ассоциации. Был участником войн Балканских войн (1912—1913 гг.), работал гражданским и военным хирургом. Набирался практического опыта.
Во время Первой мировой войны работал полковником медицинской службы запаса в Белграде, а затем в Нише. В 1916—1918 года — в Париже и Лондоне.
В 1916 г. сконструировал шину (рельс) для иммобилизации бедра и представил его в Парижской медицинской академии, за что, помимо прочего, был избран членом Парижского хирургического общества. Доктор Суботич был одним из первых хирургов в мире, который применил восстановление кровеносных сосудов вместо перевязки.
Был членом Французского, Немецкого и Международного хирургических обществ, Пештского медицинского общества, а также членом Парижской медицинской академии.
Автор ряда статей в области абдоминальной хирургии, урологии и ортопедии. Автор 36 научных работ, из них 20 в сербской профессиональной литературе.

## Ссылки

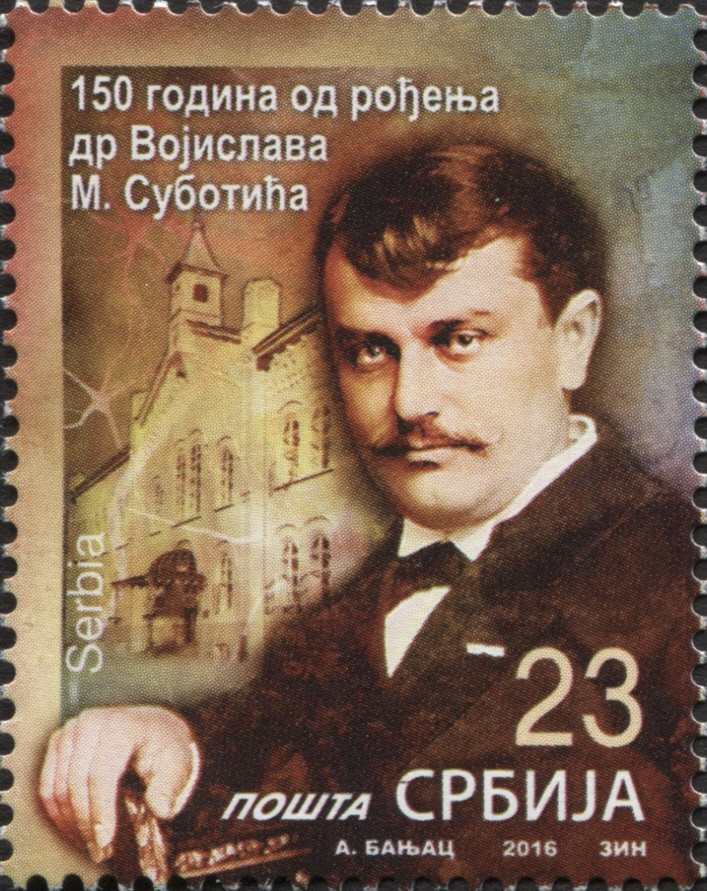
Почтовая марка Сербии 2016 г.
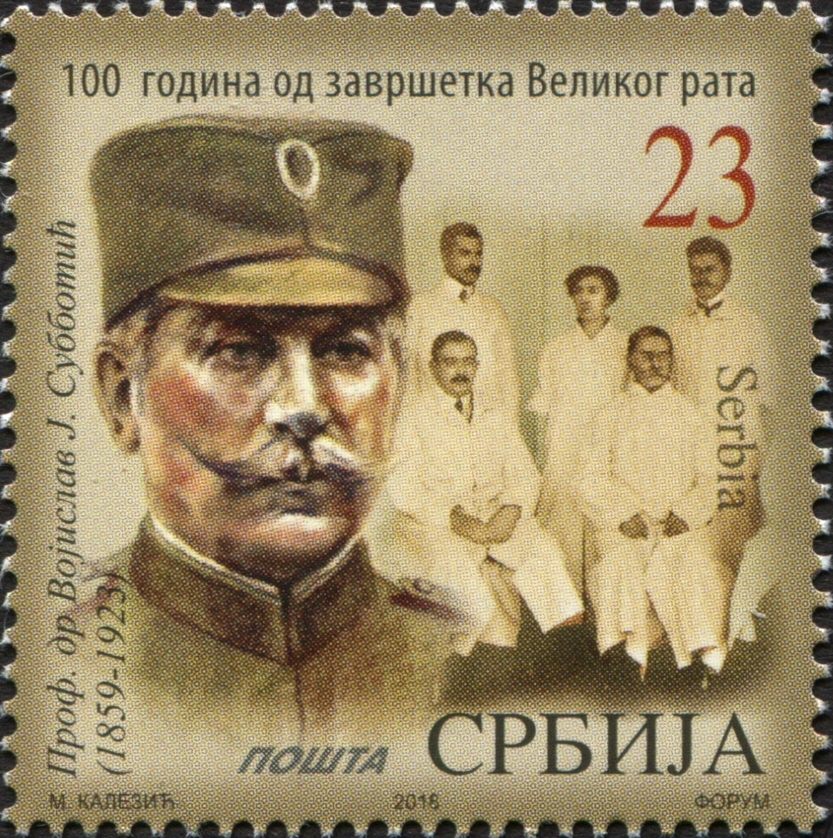
Воислав Суботич на почтовой марке Сербии, приуроченной к 100-летию окончания Первой мировой войны, 2018
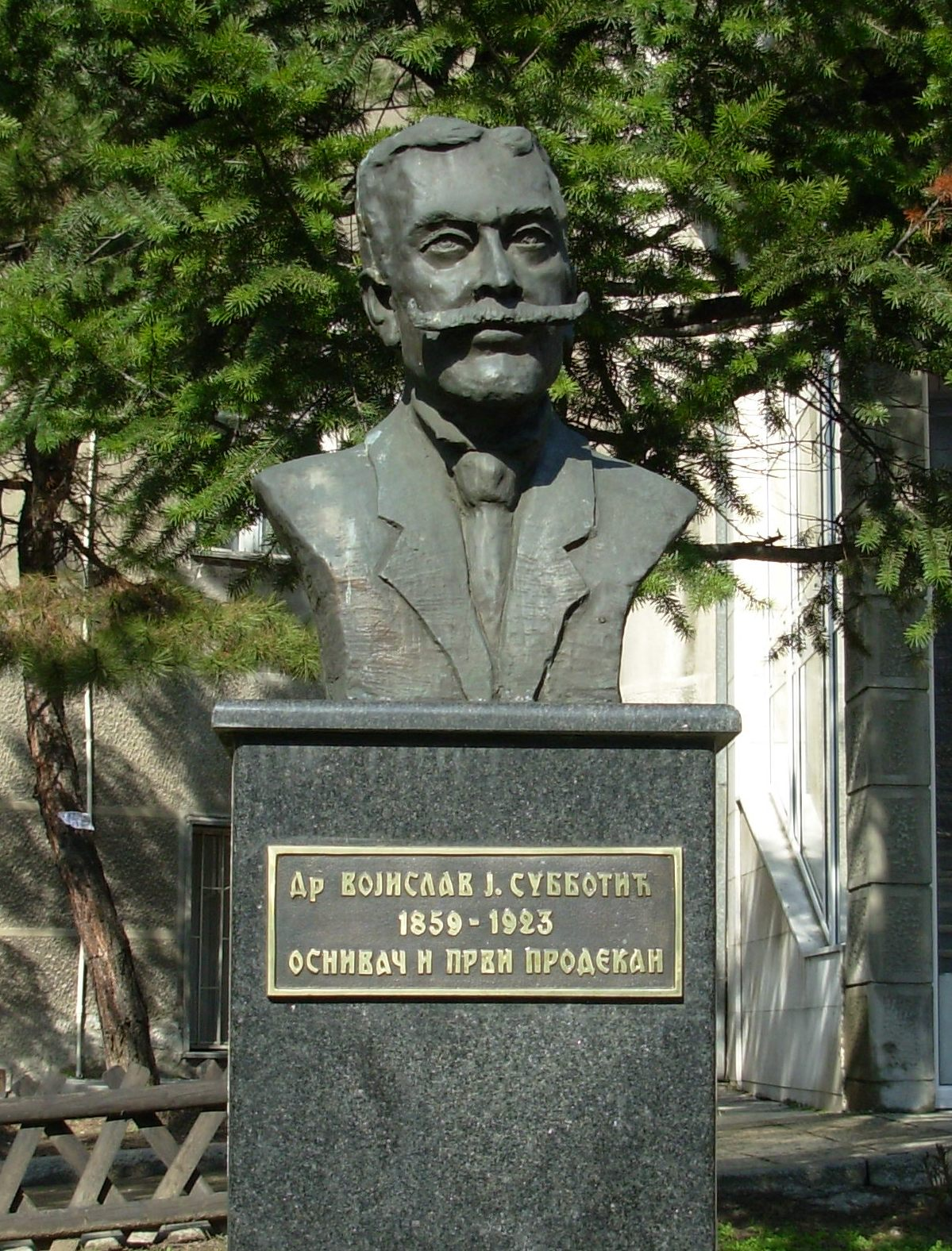
Бюст В. Суботича у Клиничекого центра, Белград